# The Deliverance
The Deliverance ist ein US-amerikanischer Horrorfilm von Lee Daniels aus dem Jahr 2024. Er erschien am 16. August 2024 in den Vereinigten Staaten als Kinofilm. Die weltweite Veröffentlichung folgte am 30. August 2024 über den Streamingdienst Netflix.

## Handlung
Ebony Jackson hat drei Kinder: den ältesten Sohn Nate, die Teenagerin Shante und den jüngsten Sohn Andre, genannt Dre. Der Vater ist im Militärdienst und lebt von der Familie getrennt. Ebony hat zahlreiche Probleme, die auf einer harten Kindheit in Verbindung mit Alkohol- und Drogensucht beruhen. Sie ist nun zum dritten Mal umgezogen. Ihre Mutter Alberta, im Gegensatz zu allen in der Familie eine weiße Amerikanerin, die sie in ihrer Jugend schwer misshandelt hat, lebt ebenfalls im Haushalt. Sie ist krebskrank und hat ihre eigene Sucht als wiedergeborene Christin bezwungen. Alberta weiß nicht, dass ihr Versicherungsschutz abgelaufen ist und Ebony für ihre Behandlung aufkommt, was die finanzielle Situation der Familie noch zusätzlich belastet. Das Zusammenleben gestaltet sich schwierig, auch weil immer wieder Mutter-Tochter-Konflikte aufbrechen. Die Kinderschutzbehörde in Gestalt von Sozialarbeiterin Cynthia überprüft regelmäßig ihre Lebenssituation.
Im neuen Haus häufen sich merkwürdige Dinge. Dre schlafwandelt und behauptet eine unsichtbare Präsenz zu spüren, die er „Tre“ nennt. Er unterhält sich in Bad und Keller mit dieser. Zudem taucht eine tote Katze in einem Loch im Keller auf. Auch Shante und Nate fangen an sich merkwürdig zu benehmen. Mehrfach kommt es zu Situationen, die sich nur mit Besessenheit erklären lassen. Dabei verursacht Ebony Verletzungen bei ihren Kindern, die sich für Außenstehende nur als häusliche Gewalt interpretieren lassen. Als eine weitere Situation eskaliert, tötet Andre Alberta. Ebony werden daraufhin die Kinder weggenommen
In der Schule zeigen alle drei Kinder psychische Auffälligkeiten. Bei Dre sind die Symptome so stark, dass er in die Psychiatrie eingewiesen wird. Dort sieht Cynthia, wie er merkwürdige, unmenschliche Verrenkungen zeigt und rückwärts die Wand hochläuft.
In der Zwischenzeit findet die verzweifelte Ebony heraus, dass sich in dem Haus bereits 20 Jahre zuvor merkwürdige Gegebenheiten zugetragen haben. Eine Mutter hatte ihre Familie getötet. Eine ältere Frau gibt sich als Pfingstpfarrerin aus und erklärt Ebony, dass Dre womöglich besessen sei. Sie hilft Ebony, Dre aus der psychiatrischen Anstalt zu entführen. Zusammen sprechen sie zunächst ein Sündergebet, um danach eine „Deliverance“, eine Art Exorzismus mit anderen Mitteln, durchzuführen. Dabei wird die Pfarrerin getötet.
Schließlich kämpfen der besessene Dre und seine Mutter gegeneinander. Als Ebony mit den Kräften am Ende ist, bekennt sie sich zu Jesus Christus und wird erfüllt vom Heiligen Geist. Sie beginnt in Zungen zu sprechen und es gelingt ihr, den Dämonen zu verbannen. Shante und Nate entwickeln Stigmata.
Cynthia unterstützt schließlich Ebony dabei, ihre Kinder zurückzubekommen. Sechs Monate nach dem Exorzismus gelingt es ihr tatsächlich. Gemeinsam fährt die Familie nach Philadelphia, wo Ebony mit dem Vater der Kinder einen Neuanfang wagt.

## Synchronisation
Die deutschsprachige Synchronbearbeitung entstand 2024 nach einem Dialogbuch von Yvonne Prieditis und unter der Dialogregie von Heiko Akrap für Iyuno Germany in Berlin.
| Darsteller         | Rolle              | Synchronsprecher         |
| ------------------ | ------------------ | ------------------------ |
| Andra Day          | Ebony Jackson      | Anke Reitzenstein        |
| Glenn Close        | Alberta Leecan     | Kerstin Sanders-Dornseif |
| Anthony B. Jenkins | Andre Jackson      | Anton Hoffmann           |
| Mo’Nique           | Cynthia Henry      | Peggy Sander             |
| Caleb McLaughlin   | Nate Jackson       | Julian Tennstedt         |
| Demi Singleton     | Shante Jackson     | Marie Hinze              |
| Tasha Smith        | Pastorin Powell    | Anna Dramski             |
| Aunjanue Ellis     | Rev. Bernice James | Natascha Geisler         |

## Hintergrund
Netflix bekam die Rechte an dem Film nach einem Bieterkrieg unter sieben Studios, darunter Metro-Goldwyn-Mayer und Miramax. Insgesamt boten sie mehr als 65 Millionen, was das Budget des Films mehr als verdoppelte. Mo’Nique bekam die Rolle als Cynthia kurzfristig, nachdem Octavia Spencer aus terminlichen Gründen absagen musste.
Der Film wurde Mitte 2022 in Pittsburgh gedreht. Der Film basiert lose auf dem realen Fall um Latoya Ammons, der unter dem Namen „Demon House“, dem Titel einer Dokumentation über den Fall, der auch als Arbeitstitel diente, bekannt wurde. Ammons behauptete, dass ihre Familie von einem Dämon heimgesucht wurde. Auch hier kam es zu unerklärlichen Phänomenen. Die Kinderschutzbehörde wurde aktiv und nahm Ammons ebenfalls die Kinder weg. Es kam zu einer Form des Exorzismus. Am Ende wurden Ammons die Kinder wieder zugesprochen.
Regisseur Lee Daniels äußerte sich kritisch über die Produktionsbedingungen beim Dreh. Er war es gewohnt, Independent-Filme zu realisieren, und gab an, dass Netflix ihn zu mehr „Spannung“ gedrängt habe. Er hätte den Fokus mehr auf häusliche Gewalt gelegt und die Horrorfilm-Passagen waren ihm eigentlich nicht so wichtig. Letztlich beugte er sich aber dem Druck der Produzenten.

## Veröffentlichung
In den Vereinigten Staaten erhielt der Film einen Kinostart am 16. August 2024, bevor er dann am 30. August 2024 weltweit auf Netflix veröffentlicht wurde.

## Rezeption
Der Film erhielt überwiegend negative Kritiken. Das Lexikon des internationalen Films schrieb: „Eine Mischung aus Sozialdrama und Geisterhorror, wobei letzterer, lustlos und klischeehaft inszeniert, kaum Spannungsmomente erzeugt. In den eindrücklichen Schlaglichtern der dramatischen Familiengeschichte erscheint er eigentümlich bedeutungslos.“
Trotz der vernichtenden Rezensionen erreichte er kurz nach Veröffentlichung Platz 1 der Netflix-Charts in 46 Ländern.